# Strzałków (gromada w powiecie kaliskim)
Strzałków – dawna gromada, czyli najmniejsza jednostka podziału terytorialnego Polskiej Rzeczypospolitej Ludowej w latach 1954–1972.
Gromady, z gromadzkimi radami narodowymi (GRN) jako organami władzy najniższego stopnia na wsi, funkcjonowały od reformy reorganizującej administrację wiejską przeprowadzonej jesienią 1954 do momentu ich zniesienia z dniem 1 stycznia 1973, tym samym wypierając organizację gminną w latach 1954–1972.
Gromadę Strzałków z siedzibą GRN w Strzałkowie utworzono – jako jedną z 8759 gromad na obszarze Polski – w powiecie kaliskim w woj. poznańskim, na mocy uchwały nr 22/54 WRN w Poznaniu z dnia 5 października 1954. W skład jednostki weszły obszary dotychczasowych gromad Strzałków, Chrusty, Swoboda, Małgów, Małgów Kolonia i Józefów oraz miejscowości Gruszkowiec i Rutkowice z dotychczasowej gromady Nadzież ze zniesionej gminy Strzałków w tymże powiecie. Dla gromady ustalono 14 członków gromadzkiej rady narodowej.
1 stycznia 1958 z gromady Strzałków wyłączono miejscowość Swoboda, włączając ją do gromady Lisków w tymże powiecie.
Gromadę zniesiono 1 stycznia 1960, a jej obszar włączono do gromady Lisków w tymże powiecie.